# بخش نواپادا
بخش نواپادا (به انگلیسی: Nuapada district) یک بخش در هند است که در اودیسا واقع شده‌است. بخش نواپادا ۳٬۴۰۸ کیلومتر مربع مساحت و ۶۰۶٬۴۹۰ نفر جمعیت دارد.